# Chaenorhinum yildirimlii
Chaenorhinum yildirimlii är en grobladsväxtart som beskrevs av Kit Tan, Yildirim, Senol och Pirhan. Chaenorhinum yildirimlii ingår i släktet småsporrar, och familjen grobladsväxter. Inga underarter finns listade i Catalogue of Life.